# كريستين إدواردز
كريستين إدواردز (بالإنجليزية: Christine Edwards)‏ هي كاتبة سيناريو بريطانية، ولدت في 1980.

## وصلات خارجية
- كريستين إدواردز على موقع IMDb (الإنجليزية)
- كريستين إدواردز على موقع كينوبويسك (الروسية)